# Elimaea malayica
Elimaea malayica är en insektsart som beskrevs av Heinrich Hugo Karny 1920. Elimaea malayica ingår i släktet Elimaea och familjen vårtbitare. Inga underarter finns listade i Catalogue of Life.